# Ігл-Крест-Резорт (Орегон)
Ігл-Крест-Резорт (англ. Eagle Crest Resort) — переписна місцевість (CDP) в США, в окрузі Дешутс штату Орегон. Населення — 2761 особа (2020).

## Географія
Ігл-Крест-Резорт розташований за координатами 44°15′41″ пн. ш. 121°17′58″ зх. д. / 44.26139° пн. ш. 121.29944° зх. д. (44.261420, -121.299550).  За даними Бюро перепису населення США в 2010 році переписна місцевість мала площу 39,35 км², уся площа — суходіл.

## Демографія
Згідно з переписом 2010 року, у переписній місцевості мешкало 1696 осіб у 795 домогосподарствах у складі 630 родин. Густота населення становила 43 особи/км².  Було 1793 помешкання (46/км²).
Расовий склад населення:
| - 95,5 % — білих - 0,9 % — азіатів - 0,5 % — чорних або афроамериканців - 0,2 % — корінних американців - 0,1 % — вихідців з тихоокеанських островів - 1,2 % — осіб інших рас |

До двох чи більше рас належало 1,7 %. Частка іспаномовних становила 2,4 % від усіх жителів.
За віковим діапазоном населення розподілялося таким чином: 10,7 % — особи молодші 18 років, 50,1 % — особи у віці 18—64 років, 39,2 % — особи у віці 65 років та старші. Медіана віку мешканця становила 62,2 року. На 100 осіб жіночої статі у переписній місцевості припадало 94,7 чоловіків;  на 100 жінок у віці від 18 років та старших — 96,1 чоловіків також старших 18 років.
Середній дохід на одне домашнє господарство  становив 73 605 доларів США (медіана — 67 885), а середній дохід на одну сім'ю — 80 680 доларів (медіана — 76 466). За межею бідності перебувало 7,1 % осіб, у тому числі 0,0 % дітей у віці до 18 років та 5,6 % осіб у віці 65 років та старших.
Цивільне працевлаштоване населення становило 463 особи. Основні галузі зайнятості: роздрібна торгівля — 22,0 %, освіта, охорона здоров'я та соціальна допомога — 19,0 %, оптова торгівля — 12,1 %, транспорт — 10,8 %.